# 旁遮普套索

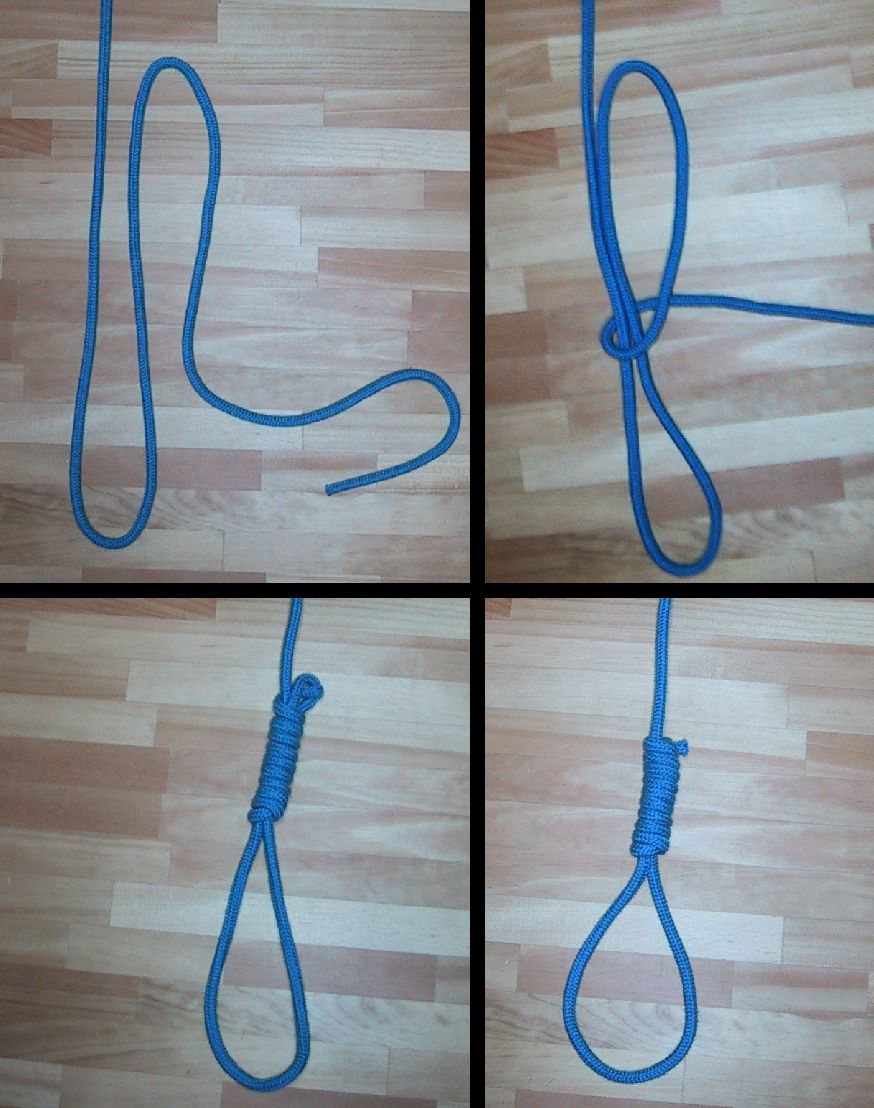

旁遮普套索是在加斯东·勒鲁的小說歌劇魅影中提到的一種武器，被用來絞殺別人，類似於Garotte。這名稱是來自於主角學到旁遮普套索的地名，印度的旁遮普地区（現在的巴基斯坦）。